# Агамы (род)
Агамы, или собственно агамы  (лат. Agama) — род ящериц из семейства агамовых, обитающий в Африке.

## Описание
Длина тела составляет от 5 до 35 см. Имеют яркую окраску. Туловище у большинства видов стройное, голова вытянутая, хвост тонкий и сжатый с обеих сторон.

## Образ жизни
Питаются агамы насекомыми, некоторые виды травоядные. Ряд эндемичных видов населяют Сахару и каменистые пустыни Северной Африки, другие, наоборот, тяготеют к влажным тропическим лесам. Большинство видов живёт на деревьях или скалах, иногда поднимаются высоко в горы.

## Распространение
Распространены в Африке везде, кроме Мадагаскара. 

## Классификация
На июль 2018 года в род включают 46 видов:
- Agama aculeata Merrem, 1820 — Шиповатая агама
- Agama africana (Hallowell, 1844)
- Agama agama (Linnaeus, 1758) — Обыкновенная агама, или агама колонистов
- Agama anchietae Bocage, 1896 — Пустынная агама
- Agama armata Peters, 1855
- Agama atra Daudin, 1802 — Чёрная агама
- Agama bocourti Rochebrune, 1884
- Agama boensis Monard, 1940 — Бенуэнская агама
- Agama bottegi Boulenger, 1897
- Agama boueti Chabanaud, 1917
- Agama boulengeri Lataste, 1886 — Агама Буланже
- Agama caudospinosa Meek, 1910 — Шипохвостая агама
- Agama cristata Mocquard, 1905
- Agama doriae Boulenger, 1885
- Agama etoshae Mclachlan, 1981
- Agama finchi Böhme, Wagner, Malonza, Lötters & Köhler, 2005
- Agama gracilimembris Chabanaud, 1918
- Agama hartmanni Peters, 1869
- Agama hispida (Kaup, 1827) — Щетинистая агама
- Agama hulbertorum Wagner, 2014
- Agama impalearis Boettger, 1874
- Agama insularis Chabanaud, 1918
- Agama kaimosae Loveridge, 1935
- Agama kirkii Boulenger, 1885 — Агама Кирка
- Agama knobeli Boulenger & Power, 1921
- Agama lanzai Wagner, Leaché, Mazuch & Böhme, 2013
- Agama lebretoni Wagner, Barej & Schmitz, 2009
- Agama lionotus Boulenger, 1896
- Agama lucyae Wagner & Bauer, 2011
- Agama montana Barbour & Loveridge, 1928 — Горная агама
- Agama mossambica Peters, 1854 — Мозамбикская агама
- Agama mucosoensis Hellmich, 1957
- Agama mwanzae Loveridge, 1923
- Agama parafricana Trapé, Mediannikov & Trapé, 2012
- Agama paragama Grandison, 1968
- Agama persimilis Parker, 1942
- Agama planiceps Peters, 1862 — Каменная агама
- Agama robecchii Boulenger, 1891
- Agama rueppelli Vaillant, 1882
- Agama sankaranica Chabanaud, 1918
- Agama somalica Wagner, Leaché, Mazuch & Böhme, 2013
- Agama spinosa Gray, 1831
- Agama sylvana Macdonald, 1981
- Agama tassiliensis Geniez, Padial & Crochet, 2011
- Agama turuensis Loveridge, 1932
- Agama weidholzi Wettstein, 1932